# Matka od św. Ludwika
Matka od św. Ludwika, właśc. fr. Marie-Louise-Élisabeth de Lamoignon Molé (ur. 3 października 1763 w Paryżu, zm. 4 marca 1825 w Vannes w Bretanii) – francuska zakonnica, założycielka zgromadzenia Sióstr Miłosierdzia św. Ludwika,  błogosławiona Kościoła rzymskokatolickiego.
Urodziła się szlacheckiej rodzinie. Wyszła za mąż za hrabiego Champlatreux i z tego związku miała syna Louisa Mathieu Mole. Jej mąż został stracony na gilotynie podczas rewolucji francuskiej. Założyła Pobożne Zgromadzenie Sióstr Miłosierdzia św. Ludwika.
Zmarła 4 marca 1825 roku w opinii świętości.
Papież Jan Paweł II ogłosił ją czcigodną 16 stycznia 1986 roku. Jej beatyfikacja odbyła się w katedrze w Vannes 27 maja 2012 roku. Uroczystościom, w imieniu Benedykta XVI, przewodniczył kardynał Angelo Amato, prefekt Kongregacji ds. Kanonizacyjnych w Rzymie.
Jej wspomnienie liturgiczne obchodzone jest 4 marca.